# USS Execute (AM-232)
USS Execute (AM-232) trałowiec typu Admirable służący w United States Navy w czasie II wojny światowej. Służył na Pacyfiku.
Okręt został zwodowany 22 czerwca 1944 w stoczni Puget Sound Bridge and Dredging Co.w Seattle, matką chrzestną była R. J. Huff. Jednostka weszła do służby 15 listopada 1944, pierwszym dowódcą został Lieutenant R. E. Brenkman, USNR. Jednostka została przeklasyfikowana na MSF-232 7 lutego 1955.
Brał udział w działaniach II wojny światowej. Oczyszczał z min wody Dalekiego Wschodu po wojnie. Skreślony z listy 1 maja 1962. Przekazany Meksykowi, gdzie służył jako DM-03, później „Manuel Gonzalez” lub „General Juan N Mendez” (C-51 ).